# Lars-Göran Nilsson
Lars-Göran Nilsson (né le 9 mars 1944) est un joueur professionnel suédois de hockey sur glace.

## Carrière en club
En 1975, il commence sa carrière avec le Brynäs IF dans l'Elitserien.

## Statistiques
| Saison    | Équipe    | Ligue      |    | Saison régulière | Saison régulière | Saison régulière | Saison régulière | Saison régulière |   | Séries éliminatoires | Séries éliminatoires | Séries éliminatoires | Séries éliminatoires | Séries éliminatoires |
| Saison    | Équipe    | Ligue      | PJ | B                | A                | Pts              | Pun              | PJ               | B | A                    | Pts                  | Pun                  |                      |                      |
| 1975-1976 | Brynäs IF | Elitserien | 35 | 15               | 21               | 36               | 30               | -                | - | -                    | -                    | -                    |                      |                      |
| 1976-1977 | Brynäs IF | Elitserien | 35 | 16               | 19               | 35               | 68               | -                | - | -                    | -                    | -                    |                      |                      |
| 1977-1978 | Brynäs IF | Elitserien | 35 | 17               | 25               | 42               | 40               | -                | - | -                    | -                    | -                    |                      |                      |
| 1978-1979 | Brynäs IF | Elitserien | 36 | 14               | 11               | 25               | 22               | -                | - | -                    | -                    | -                    |                      |                      |